# Isabel Morel
Delia Ducoing Cunich —más conocida como Delia Ducoing de Arrate o Isabel Morel— (1885 - 1947) fue una escritora, periodista, editora y activista feminista chilena más conocida por su labor en pro de los derechos de las mujeres en el ámbito político, social y civil en Chile desde 1914.
En el ámbito político, fundó el 26 de octubre de 1927 la Unión Femenina de Chile en la ciudad de Valparaíso junto a Gabriela Mandujano y Aurora Argomedo, asumiendo su presidencia.
Como escritora, uno de sus trabajos más conocidos es el libro Charlas femeninas (1930) que se constituyó en una de las primeras publicaciones que realizó una sistematización del pensamiento feminista en Chile. Además, escribió y dirigió la revista Nosotras a principios de la década de 1930.

## Obras
- Charlas Femeninas (Viña del Mar: Impr. El Stock, 1930).
- El libertador del Hada de Plata (Santiago: Ed. Zig-Zag, 1943).